# La Voisin (Band)
La Voisin ist ein 2006 in Köln gegründetes Trio und besteht aus der französischen Schauspielerin Emilie Voisin (* 20. Mai 1980 in Dreux), dem Gitarristen Armin Block (* 24. August 1962 in Rottweil) und dem Kölner Jazzmusiker und Filmkomponisten Loy Wesselburg (* 19. Dezember 1960). Voisin und Block, im Privatleben ein Paar und seit Anfang 2010 Eltern einer Tochter, treten häufig auch als Duo La Voisin auf.
Armin Block, ursprünglich Journalist und Fernsehredakteur, hatte Emilie Voisin in Köln getroffen, als sie mit einem Kindertheater auf Tournee war, und 2005 begonnen, Texte für sie zu vertonen. Bald stieß Loy Wesselburg dazu und es kam zu Probeaufnahmen in seinen Kölner Studios. 2010 erschien das erste Album A part ça tout va bien (deutsch Abgesehen davon geht’s gut) mit insgesamt 13 Titeln, produziert in Köln von Loy Wesselburg.
Stilistisch bewegt sich La Voisin zwischen klassischem Chanson und Nouvelle Chanson, ist gelegentlich auch poppig, bevorzugt aber ausdrucksstarke Texte. Man bedient sich verschiedener Klangfarben und Stilmittel und integrierte auch schon Gastmusiker als lebensgroße Video-Projektionen in ihre Vorstellungen, so den Kölner Star-Cellisten Claus Kanngiesser und Schauspieler Christoph Maria Herbst.